# Caso Gaggiotti

Eugenio Gaggiotti, protagonista della vicenda

Il caso Gaggiotti, anche riportato come scandalo Gaggiotti, fu il fallito tentativo di corruzione della partita di Serie B Fanfulla-Alessandria (1-2) del 6 dicembre 1953, per il quale la società lodigiana, in quanto responsabile dell'illecito, fu penalizzata di cinque punti nello stesso campionato.

## I fatti
Venerdì 4 dicembre 1953 Emanuele Dalla Fontana, portiere dell'Alessandria, si fece consegnare la somma di 350.000 lire (in tagli da 10.000 lire), da Eugenio Gaggiotti, personaggio che operava ai margini del calcio italiano, non nuovo ad episodi del genere, con il quale aveva pattuito l'accordo di aiutare gli avversari nella gara che doveva disputarsi due giorni dopo. In realtà Dalla Fontana stava fingendo di stare al gioco di Gaggiotti, perché aveva già avvisato i suoi dirigenti e le autorità: venne organizzato un appostamento nei pressi della stazione ferroviaria di Alessandria, dove era fissato l'appuntamento per il versamento della somma. Gaggiotti, in seguito si diede alla fuga per i campi; una volta preso e costretto a salire a bordo di un'auto, aprì la porta e si gettò fuori alla prima curva. Ricevuti i soldi, il calciatore e i suoi dirigenti denunciarono l'accaduto alla Lega Nazionale, che a sua volta sequestrò il denaro.

## L'inchiesta
Il conte dott. Alberto Rognoni, incaricato dalla Lega di occuparsi dell'inchiesta — alla quale collaborarono i carabinieri di Spinetta Marengo, le questure di Alessandria, Milano e Brescia e la polizia ferroviaria di Alessandria —, la cui fase istruttoria durò tre mesi, venne a conoscenza che i mandanti dell'illecito erano i massimi dirigenti del Fanfulla, i quali diedero a Gaggiotti mezzo milione di lire — di cui 150.000 come premio personale — per avvalersi della sua collaborazione. Dalle indagini si certificò che lo stesso Gaggiotti si recò, otto giorni dopo l'accaduto, a casa di Dalla Fontana per informarlo che tali dirigenti erano disponibili a versargli un milione subito ed un altro successivamente se avesse negato di aver ricevuto il denaro.
La consegna del denaro in anticipo rispetto alla gara fecero credere che la partita sospetta potesse essere quella disputata all'undicesimo turno, ovvero Alessandria-Verona (2-3) del 29 novembre, motivo per cui le operazioni si dilungarono. Le dichiarazioni di Luigi Rossetto, allenatore del Fanfulla nella stagione 1952-1953 e allenatore del Verona fino al febbraio 1954, furono determinanti per la risoluzione del caso: egli colpevolizzò i dirigenti lodigiani, ammise il suo stretto legame con Gaggiotti e fu sospeso immediatamente, in attesa di ulteriori accertamenti, da ogni attività.
Le indagini portarono alla luce altri particolari poco edificanti di come funzionasse il sistema. Il consiglio direttivo del Fanfulla aveva messo a disposizione un fondo di 15 milioni di lire per raggiungere — attraverso un numero adeguato di partite pilotate — la quota salvezza di 28 punti, considerato il margine di sicurezza per la permanenza in Serie B; al presidente del Verona fu invece proposto di comprarsi la promozione in A per 20 milioni di lire. Il giocatore Alvaro Zian, ex Fanfulla e Treviso, in forza al Verona, rivelò che i dirigenti del Fanfulla durante l'intervallo della partita di Serie B Fanfulla-Treviso del 4 maggio 1952 avevano offerto 700.000 lire ai veneti, affinché essi perdessero, cosa che comunque si verificò (3-1 per i padroni di casa) nonostante, sempre secondo le parole di Zian, la proposta non avesse avuto seguito.
Gaggiotti, tuttavia, asserì di aver agito liberamente, né per conto del Fanfulla, tantomeno del Verona e di aver sempre comprato partite di calcio e di voler continuare a farlo, anche perché, a differenza dei tesserati, non era punibile per mancanza di leggi adeguate.

## Sentenze
Il 25 marzo 1954 venne emesso il primo verdetto, che attestò come la partita Fanfulla-Alessandria era stata oggetto di illecite influenze, pur senza incidere sulla validità del risultato. In base all'articolo 56 del Regolamento Organico fu deliberata la retrocessione del Fanfulla a zero punti a decorrere dal 4 dicembre 1953, giorno dell'illecito, riconoscendole però i due punti conquistati nella gara incriminata, in quanto fu accertata la regolarità dell'incontro stesso. Al Fanfulla vennero quindi tolti i cinque punti conquistati fino all'undicesima giornata e passò dai 21 punti, ottenuti complessivamente al momento della sentenza, a 16.
Fu, invece, esentato da qualsiasi addebito il calciatore Dalla Fontana per aver denunciato tempestivamente il tentativo di corruzione. Mentre furono diffidate le società e i tesserati dall'avere rapporti con Gaggiotti.
Nel giugno 1954, infine, Francesco Minojetti e il dott. Rinaldo Briocchi, rispettivamente presidente e dirigente del Fanfulla, furono puniti con l'interdizione di tre anni, il primo, e con la squalifica a vita, il secondo.